# 人類學系
人類學系簡稱人類系，主要培養研究人類學，特別是文化人類學、體質人類學、語言學和考古學的專業人才。各大學的人類學系因歷史或其他因素，對於上列四者的重視程度各不一同，不過在美洲或東亞地區，較重視四者的整合。而在歐洲和英國，人類學系往往只著重於社會人類學，且系所多直接取做社會人類學系或隸屬於社會學系底下。
由於人類學，特別是文化人類學和考古學兼具有人文學和社會科學的性質，人類學系往往隸屬於文學院或社會科學院。人類學系的專業科目包括人類學、人類學史、田野調查、博物館學乃至於語言學和解剖學等科目。人類學系畢業的學生可至博物館、文化中心乃至於國際性組織，如聯合國、世界衛生組織等，或為民間團體，像某些文化基金會和企業工作，或朝人類學研究領域發展。

## 歷史
參見：人類學史
人類學的課程最早出現於1871年的英國牛津大學，由艾德華·泰勒講授。當時，他的目的在於透過博物館器物由簡單到複雜的陳列方式，找出人類社會演化的定律。這門課程日後由英國發展，直到20世紀初已逐漸普及至美國和歐洲，進而成為最早的人類學。
但這門以進化論以及之後的傳播論為基礎的課程到了20世紀卻徹底改頭換面：在美國，一位德國裔的地理學學者法蘭茲·鮑亞士提出了文化相對論，並於哥倫比亞大學提出一套全新的人類學研究方法：即結合體質人類學、文化人類學、語言學和考古學四個領域的知識共同研究人類的各個層面。於是在他長期的努力之下，美國大多數學校的人類學系逐漸採用這種“四大領域”的教學方式，以期培育出具有全貌觀的人類學學者；比美國晚上20多年，一位波蘭裔人類學學者布朗尼斯勞·馬凌諾斯基1918年結束他在特羅布里恩群島的田野調查後，於1924年在倫敦大學政經學院講授最早的社會人類學：在課堂上，他以自創的結構論和參與觀察法指導學生遠赴其研究的社會居住，並參與當地居民的生活時研究他們的文化。這套新的研究方法在英國掀起熱潮，並快速取代過去只在博物館裡做研究的“安樂椅上的人類學家”之研究，使人類學研究變成具有高度社會科學性質的學科。

## 各地的人類學相關系所
- 中華民國
  - 國立臺灣大學人類學系
  - 國立政治大學民族學系
  - 國立成功大學考古學研究所
  - 國立清華大學人類學研究所
  - 國立陽明交通大學人文社會學系族群與文化碩士班
  - 國立東華大學族群關係與文化學系
  - 國立暨南國際大學東南亞學系人類學碩士班
  - 國立台東大學公共與文化事務學系南島文化研究碩士班、博士班
  - 慈濟大學人類發展與心理學系

- 中華人民共和國
  - 北京大學人類學研究所
  - 北京師範大學人類學研究所
  - 中國人民大學人類學研究所
  - 中國社會科學院民族學與人類學研究所
  - 中央民族大學民族學人類學研究所
  - 中國農業大學人文與發展學院社會學與人類學系
  - 復旦大學人類學研究所
  - 上海大學人類學研究
  - 華東師範大學人類學研究所
  - 上海師範大學人文學院人類學碩士點
  - 南京大學人類學研究所
  - 浙江大學人類學研究所
  - 廈門大學人類學研究所
  - 中山大學人類學研究所
  - 山東大學人類學研究所
  - 雲南大學人類學研究所
  - 中南大學公共管理學院社會學系人類學研究所
  - 湖南師範大學公共管理學院民族學與人類學研究中心
  - 吉首大學人類學與民族學研究所
- 香港
  - 香港中文大學人類學系